# Microchirus
Microchirus è un genere di pesci ossei marini appartenenti alla famiglia Soleidae.

## Distribuzione e habitat
Questo genere è endemico dell'Oceano Atlantico orientale a sud fino al golfo di Guinea. Nel mar Mediterraneo sono presenti le specie Microchirus boscanion (molto raro), M. ocellatus e M. variegatus.
Vivono esclusivamente su fondi sabbiosi e fangosi a varie profondità.

## Specie
- Microchirus azevia
- Microchirus boscanion
- Microchirus frechkopi
- Microchirus ocellatus
- Microchirus theophila
- Microchirus variegatus
- Microchirus wittei